# Cortina–Dobbiaco Run

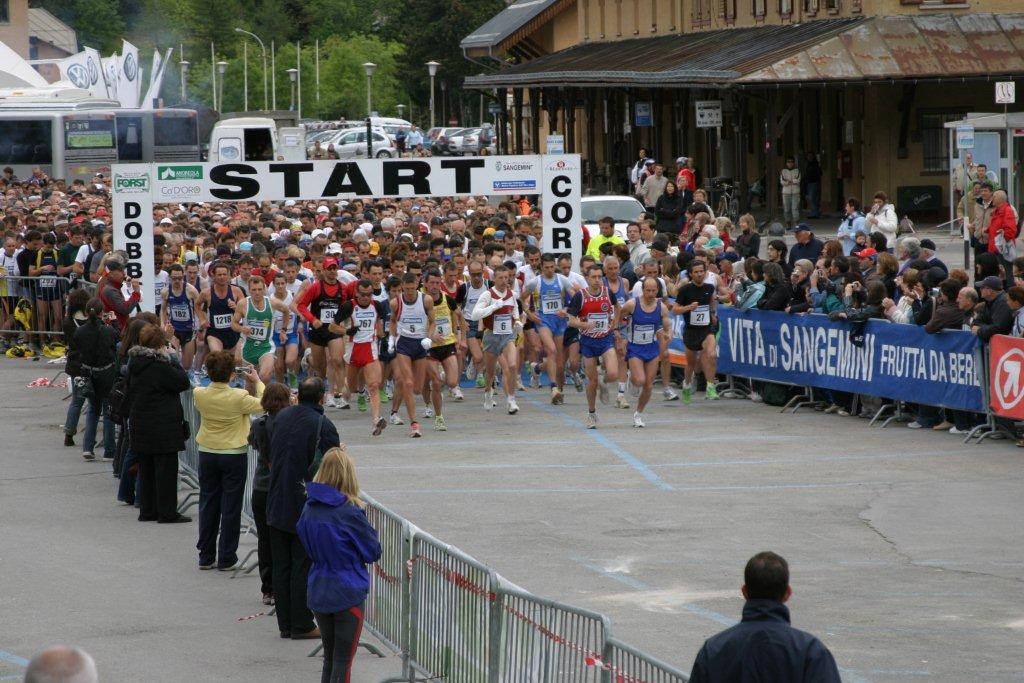
Cortina–Dobbiaco Run

Der Cortina–Dobbiaco Run ist ein Volkslauf über 30 km, der seit 2000 in den Dolomiten stattfindet.
Die Strecke führt von der ehemaligen Olympiastadt Cortina d’Ampezzo auf dem Langen Weg der Dolomiten, einem Radwanderweg auf der ehemaligen Trasse der Dolomitenbahn, nach Toblach. Der erste Teil geht stetig bergauf bis zum Schlussanstieg zum Cimabanche-Pass (Gemärk), wo auf 1530 m auch der Höchstpunkt der gesamten Strecke liegt und die Grenze zwischen den Provinzen Südtirol und Belluno verläuft. Von dort geht es leicht abwärts, vorbei am berühmten Toblacher Blick auf die Drei Zinnen, dem Dürrensee, dem Toblacher See bis in den Park des Grand Hotels, wo sich das Ziel des Wettkampfes befindet.
Bei der ersten Ausgabe waren 516 Läufer am Start, die eine Strecke über 31,5 km zurücklegen mussten. Nach der siebten Ausgabe wurde die Rennstrecke auf genau 30 km reduziert. Im Jahre 2010 bestritten 2810 Athleten das Rennen. 849 Läufer nahmen am Volkslauf über 11,5 km (Start am Dürrensee) teil. Zudem gab es einen Benefizlauf und ein Kinderrennen.
Rennorganisator ist seit der ersten Ausgabe der ehemalige Marathonläufer Gianni Poli.

## Siegerliste
Quelle: Website des Veranstalters

### 30 km
| Jahr         | Männer                | Nation  | Zeit    | Frauen               | Nation    | Zeit    |
| ------------ | --------------------- | ------- | ------- | -------------------- | --------- | ------- |
| 5. Juni 2022 |                       |         |         |                      |           |         |
| 5. Sep. 2021 | Isaac Kipkemboi Too   | Kenia   | 1:38:44 | Meseret Engidu Ayele | Äthiopien | 1:48:31 |
| 2. Juni 2019 | James Murithi Mburugu | Kenia   | 1:33:59 | Lenah Jerotich       | Kenia     | 1:51:15 |
| 1. Juni 2018 |                       |         |         |                      |           |         |
| 2. Juni 2017 |                       |         |         |                      |           |         |
| 5. Juni 2016 |                       |         |         |                      |           |         |
| 2015         |                       |         |         |                      |           |         |
| 2014         |                       |         |         |                      |           |         |
| 2013         |                       |         |         |                      |           |         |
| 3. Juni 2012 | Jaouad Zain           |         | 1:37:59 | Eliana Patelli -2-   | Italien   | 1:52:57 |
| 5. Juni 2011 | Hicham El Barouki     |         | 1:36:31 | Eliana Patelli       | Italien   | 1:53:45 |
| 30. Mai 2010 | Saïd Boudalia -5-     | Marokko | 1:37:51 | Paola Mariotti       | Italien   | 1:58:30 |
| 31. Mai 2009 | Saïd Boudalia -4-     | Marokko | 1:38:52 | Giovanna Ricotta -2- | Italien   | 1:57:02 |
| 1. Juni 2008 | Saïd Boudalia -3-     | Marokko | 1:36:03 | Giovanna Ricotta     | Italien   | 1:57:31 |
| 3. Juni 2007 | Saïd Boudalia -2-     | Marokko | 1:40.27 | Denise Cavallini     | Italien   | 1:59.49 |

### 31,5 km
| Jahr          | Männer               | Nation  | Zeit    | Frauen               | Nation   | Zeit    |
| ------------- | -------------------- | ------- | ------- | -------------------- | -------- | ------- |
| 4. Juni 2006  | Saïd Boudalia        | Marokko | 1:45:22 | Ornella Cadamuro -2- | Italien  | 2:04:25 |
| 5. Juni 2005  | Paul Kipkemboi Ngeny | Kenia   | 1:42:38 | Ornella Cadamuro     | Italien  | 2:06:50 |
| 6. Juni 2004  | Elias Kemboi Chelimo | Kenia   | 1:42:24 | Banuelia Mrashani    | Tansania | 1:57:12 |
| 2003          | Kiprotich Kenei      | Kenia   | 1:50:33 | Stefania Benedetti   | Italien  | 2:04:06 |
| 30. Juni 2002 | Mark Kipkurgat Mulwo | Kenia   | 1:42:18 | Antonella Bennati    | Italien  | 2:09:34 |
| 2001          | Michele Gamba        | Italien | 1:46:20 | Franca Fiacconi      | Italien  | 2:06:16 |
| Juli 2000     | Luciano Fontana      | Italien | 1:48:57 | Emanuela Doddi       | Italien  | 2:13:43 |